# Joaquim Maurício de Abreu
Joaquim Maurício de Abreu (Sapucaia , 16 de maio de 1852 — Rio de Janeiro 16 de maio 1913), foi um médico e político brasileiro. Governou o estado do Rio de Janeiro entre 1894 e 1897.

## Biografia
Ainda durante o  Império de Dom Pedro II, Maurício de Abreu subscreveu o Manifesto Republicano de 3 de dezembro de 1870 liderado por Quintino Bocaiúva e Saldanha Marinho, tal manifesto foi o marco de origem do Clube Republicano do Rio de Janeiro.
Em 1870 tornou-se aluno da Faculdade de Medicina do Rio de Janeiro, onde formou-se em 1876. Regressou a Sapucaia (Rio de Janeiro) para clinicar, se destacando profissionalmente tratando pacientes vitimas da epidemia de febre amarela que a cidade sofreu no ano de 1884.
Iniciou envolvimento com a política local como vereador e, mais tarde assumiu a presidência da Câmara Municipal de Sapucaia no período compreendido entre 1888 e 1889; Em 15 de novembro de 1889 ocorre a Proclamação da República e o governo provisório de Marechal Deodoro da Fonseca, então dissolve as Câmaras Municipais, que mais tarde seriam recompostas.
Com a instalação do regime republicano Maurício de Abreu filiou-se ao Partido Republicano Fluminense (PRF), onde aproximou-se de José Tomás da Porciúncula, passando a fazer oposição ao governo de Francisco Portela no estado do Rio de Janeiro que foi nomeado por decreto do marechal Deodoro da Fonseca. Com a renúncia de Deodoro, da presidência da República, Portela perdeu apoio e condições de manter-se no comando do governo estadual e renunciou em dezembro de 1891. Novas eleições foram convocadas e Maurício de Abreu tornou-se um dos deputados estaduais eleitos. Na Assembleia Constituinte estadual Maurício de Abreu tornou-se primeiro-secretário.
Uma vez eleito José Tomás da Porciúncula ao governo do estado do Rio de Janeiro, em 1892, Maurício de Abreu tornou-se um de seus vices, junto com Manuel Torres e o Barão de Miracema. Posteriormente, com apoio de Porciúncula, Maurício de Abreu foi eleito seu sucessor, empossado em 31 de dezembro de 1894, logo após o início da Revolta Federalista, mantendo a administração até 31 de dezembro de 1897. Durante seu período administrativo, governou a partir da cidade de Petrópolis, para onde a capital fluminense fora transferida pelo seu antecessor, haja vista a proximidade da cidade de Niterói das agitações revolucionárias.
Na área de instrução pública comprou a antiga residência do Barão de Mauá para que fosse instalado o Ginásio Fluminense em Petrópolis, instituto oficial de ensino estadual criado por lei de 1896 e inaugurado em 15 de março de 1899; tal educandário funcionou até 1902, quando foi fechado no governo de Quintino Bocaiúva. Na mesma cidade, Mauricio de Abreu ainda adquiriu os prédios do Palácio Rio Negro, para sede do governo, e o lateral para o Tribunal da Relação, o do Hotel Orleans, hoje pertencente á Universidade Católica de Petrópolis, onde funcionavam todas as repartições públicas estaduais.
Em 1896 o governo de Maurício de Abreu é envolto em uma crise política com o governo federal. Neste período Prudente de Morais se licencia do cargo de Presidente da República por motivo de doença, assumindo o baiano Manuel Vitorino, seu vice-presidente. Uma vez no exercício do cargo, Vitorino interveio nas eleições federais na cidade de Campos dos Goytacazes, no estado do Rio de Janeiro, buscando enfraquecer o grupo politico de José Tomás da Porciúncula e fortalecer a liderança local de Nilo Peçanha. Diante do fato o Partido Republicano Fluminense, prejudicado, rompe relações com o governo de Vitorino; Alberto Torres, membro do
partido, se demite do Ministério da Justiça. Com o retorno de Prudente à presidência as relações entre os governos federal e estadual se normalizam.
Em 1897 foi lançada a sucessão de Mauricio de Abreu, o Partido Republicano Fluminense indicou Alberto Torres, como forma de desagravo por este ter se demitido do cargo de ministro na época da crise como o governo Vitorino.
Ao deixar o governo para Alberto Torres, Mauricio de Abreu voltou para sua cidade natal de Sapucaia, inteiramente pobre, idoso não mais encontrou sua clínica e foi obrigado a aceitar um modesto emprego de coletor federal em outra cidade fluminense: Campos dos Goytacazes.
Em 1903 foi eleito deputado federal pelo Partido Republicano Fluminense, cargo que ocupou até 1905.